# Sonata per a piano núm. 12 (Beethoven)
La Sonata per a piano núm. 12, en la bemoll major, op. 26 de Ludwig van Beethoven va ser composta entre 1800 i 1801. Està dedicada al Príncep Karl von Lichnowsky.
Tradicionalment, l'inici del període mitjà de Beethoven s'associa amb la seva Simfonia Heroica, composta l'any 1803. No obstant, en les sonates per a piano ja s'observa, abans que en els altres obres seves, el nou estil romàntic. Aquest estil que es caracteritza per la presència de temes apassionats i contraposats, cadències i desenvolupaments extensos, modulacions inesperades i una major presència de scherzos, marxes fúnebres i temes amb variacions en detriment del minuet, ja pot apreciar-se en la Sonata per a piano núm. 8 i aquesta, la Sonata núm. 12. És per això que mentre la Simfonia núm. 3 inaugura un nou estil en les composicions de Beethoven en general, es considera que la Sonata núm. 12 ho fa, en particular dins del seu gènere, la sonata, un any abans. Dura aproximadament 20 minuts

## Estructura
1. Andante con variazioni, en compàs de 3/8.

1. Scherzo, allegro molto, en compàs de 3/4 i tonalitats la bemoll major, re bemoll major, la bemoll major.

1. Maestoso andante, marcia funebre sulla morte d'un eroe, en compàs de 4/4 i les tonalitats de la bemoll menor i la bemoll major.

1. Allegro rondó en compàs de 2/4 i la tonalitat de la bemoll major.